# 大鳥神社のオオアカガシ

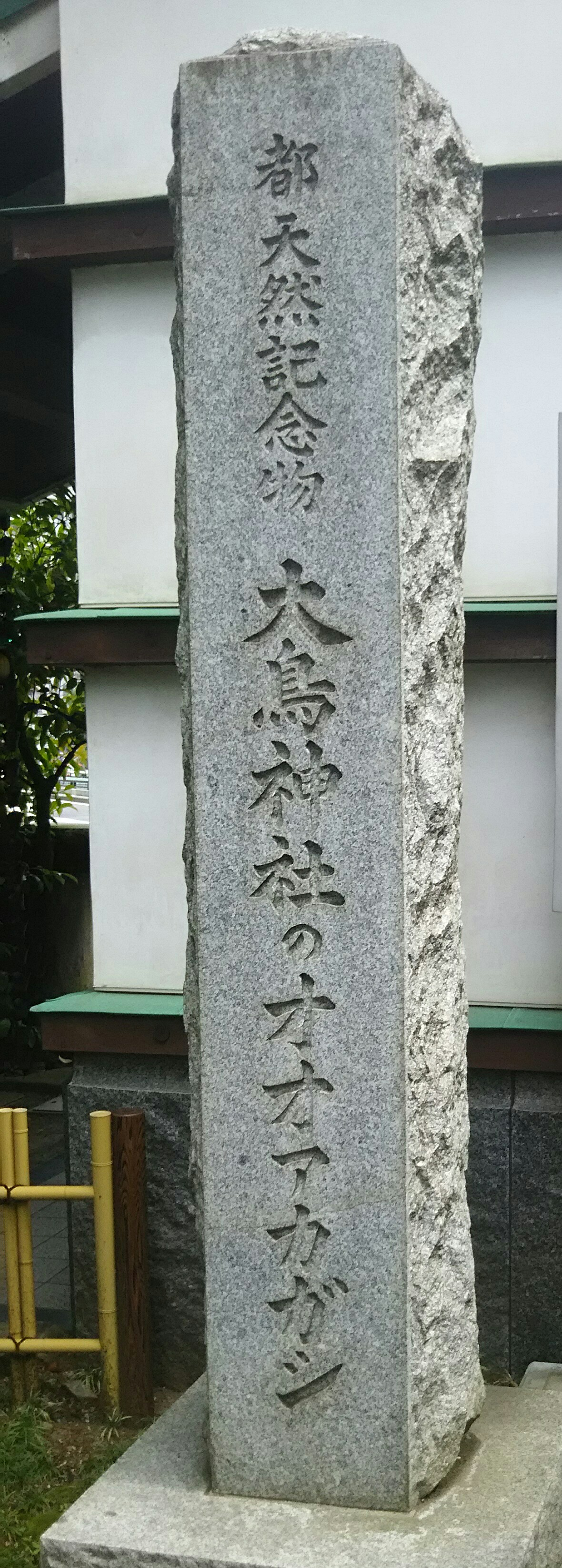
大鳥神社境内に残る「都天然記念物」の標柱（2016年6月19日）

大鳥神社のオオアカガシ（おおとりじんじゃのオオアカガシ）は、東京都目黒区下目黒の大鳥神社境内に生育していたオオアカガシ（アカガシの変種）の巨木である。樹齢は不明であったがアカガシの新変種命名の基準になった木であり、学術上においても貴重な存在として、1963年（昭和38年）に東京都の天然記念物に指定された。2000年（平成12年）から2001年（平成13年）にかけて木の大部分が枯死する事態に至ったため、挿し木で後継樹の育成を試みた。しかし、2002年（平成14年）に枯死が確認された上に挿し木も枯損した状態となり、種の系統保存が不可能と判断されたため2012年（平成24年）に天然記念物の指定が解除されている。

## 由来
目黒駅から目黒通り（権之助坂）を歩いて10分ほど進むと、山手通りとの交差点近くに神社が鎮座している。この神社が大鳥神社で、旧目黒村の総鎮守であった。目黒区内で最古の神社といわれ、神社の縁起によれば806年（大同元年）に神勅によって和泉国から大鳥の神を勧請したものと伝わる。「目黒のお酉さん」の通称で親しまれ、11月の酉の市は賑わいを見せている。
大鳥神社には、1本のオオアカガシの木が生育していた。この木は境内の中央西側で高さ30センチメートルほどの土盛りを造った上にそびえ立ち、その根元は小石で囲われていた。樹齢は不明であったが、1963年（昭和38年）に東京都の天然記念物に指定されたときには樹高約16メートル、幹回り1.6メートル、2004年（平成16年）の時点では樹高約16メートル、幹回り1.7メートルを測っていた。
オオアカガシ（学名：Quercus acuta var. megaphylla）はアカガシ（学名：Quercus acuta）の変種で、葉は17-23センチメートルと非常に大きく多肉質である。雄花穂の花軸も太く長いもので、苞や果実も大きい種類であり、これらの特徴からアカガシの変種とみなされた。オオアカガシは東京都内では、荏原地区を中心としたごく狭い範囲に分布していた。
アカガシの新変種命名の基準となった木であり、学術上においても貴重な存在として、1963年（昭和38年）3月19日に東京都の天然記念物に指定された。しかし、道路拡幅による交通量の増加に伴って排気ガスの悪影響を受けることになり、1975年（昭和50年）頃から樹勢が衰え始めた。このため樹勢回復事業を数回にわたって実施したものの、2000年（平成12年）から2001年（平成13年）にかけて木の大部分が枯死する事態に至り、2002年（平成14年）8月に枯死が確認された。挿し木2本を育成して後継樹の保存を試みたものの、こちらも枯損状態となり、種の系統保存が不可能と判断されたため2012年（平成24年）3月21日に天然記念物の指定が解除された。
大鳥神社の境内には、この木が生育していた証として標柱と東京都教育委員会による説明板が遺された。なお、この木の枝葉は、オオアカガシのタイプ標本として国立科学博物館筑波実験植物園に保存されている。

## 交通アクセス
所在地
- 東京都目黒区下目黒三丁目1番2号 大鳥神社境内

交通
- JR東日本 山手線目黒駅から徒歩約10分[2]。